# Regina (Novo México)
Regina é uma Região censo-designada localizada no estado americano de Novo México, no Condado de Sandoval.

## Demografia
Segundo o censo americano de 2000, a sua população era de 110 habitantes.

## Geografia
De acordo com o United States Census Bureau tem uma área de 18,9 km², dos quais 18,8 km² cobertos por terra e 0,1 km² cobertos por água.

## Localidades na vizinhança
O diagrama seguinte representa as localidades num raio de 52 km ao redor de Regina.